# Паликуча, Ибе
Ибе Паликуча, урождённая Ибе Шерифа Паликучи (алб. Ibe Serifa Palikuqi; 1927, Дебар — 22 сентября 1944, Шутово) — югославская и албанская партизанка Народно-освободительной войны Югославии, Народный герой Югославии. Народный герой Албании

## Биография
Родилась в 1927 году в Дебаре, в албанской семье. Окончив школу, стала домохозяйкой. В 1941 году после оккупации запада Македонии итальянцами и её присоединению к албанскому марионеточному государству ушла в партизанское движение вместе со своим братом, исполняла обязанности курьера (доставляя письма). В возрасте 15 лет принята в Союз коммунистической молодёжи Югославии стараниями своего отца, который состоял в албанском антифашистском движении Энвера Ходжи. В июле 1943 года принята в Коммунистическую партию Югославии.
В сентябре 1943 года после капитуляции Италии Дебар был фактически освобождён, и в нём была организована народная власть. Ибе участвовала во всех совещаниях и съездах. Во время Шестого антипартизанского наступления партизаны вынуждены были оставить Дебар, а с ними ушла и Ибе. Вскоре она вошла в Дебарский городской комитет при КПЮ. Активно работала с девушками и помогала им вступать в войска. За время своей работы Ибе стала одним из наиболее серьёзных врагов оккупационной власти, вследствие чего на неё готовились часто покушения. Чтобы не попасть в руки противника, Ибе вступила официально в ряды партизан, заняв должность заместителя командира роты в 6-й бригаде Народно-освободительной армии Албании.
20 сентября 1944 в одном из сражений против «албанских националистов», которых немцы снабжали оружием, близ Кичево Ибе была ранена и госпитализирована, однако в деревне Шутово она скончалась от ранений.
8 октября 1953 посмертно награждена Орденом Народного героя Югославии.

## Памятники

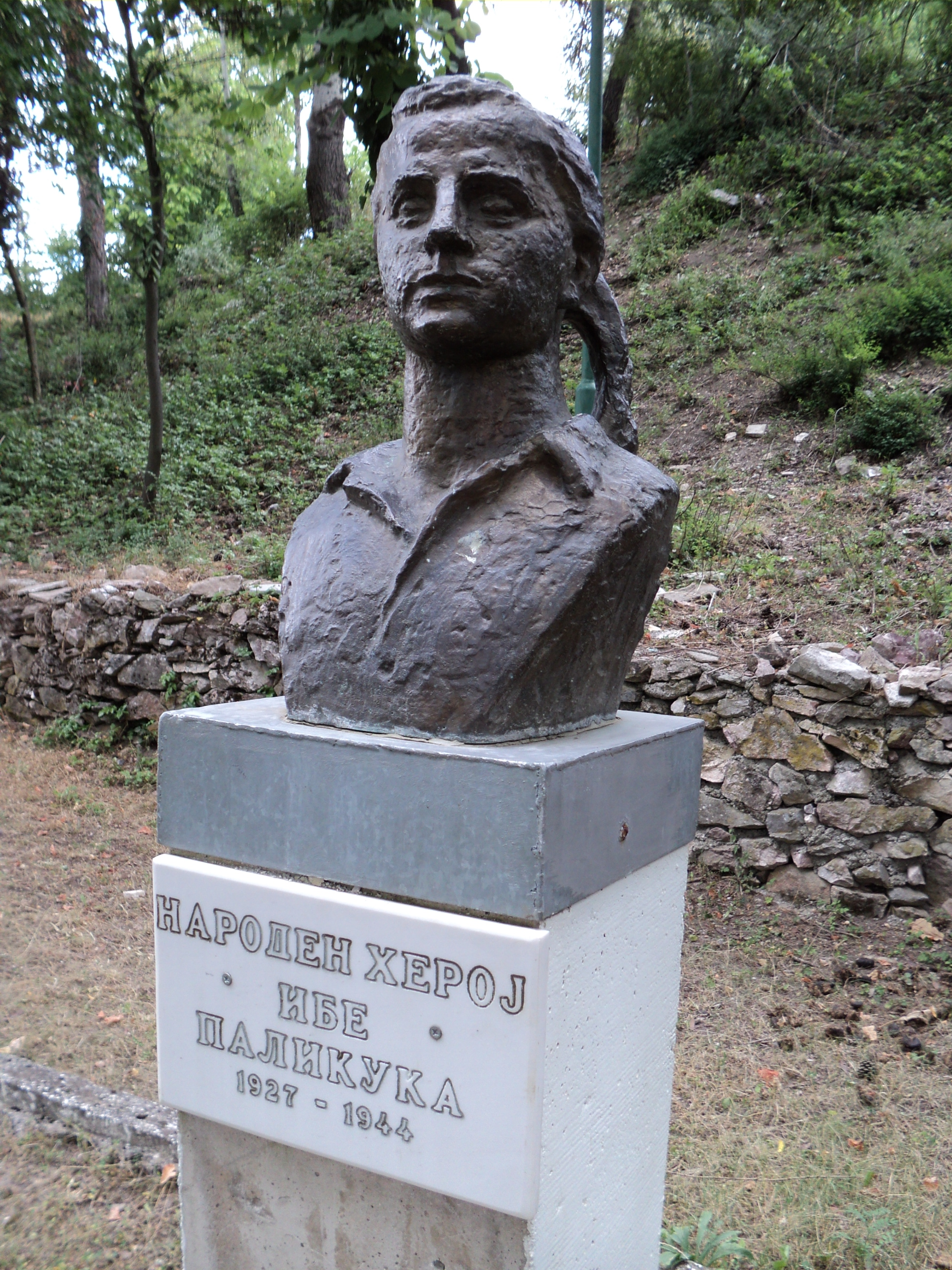
Памятник Ибе Паликуче в Кичево
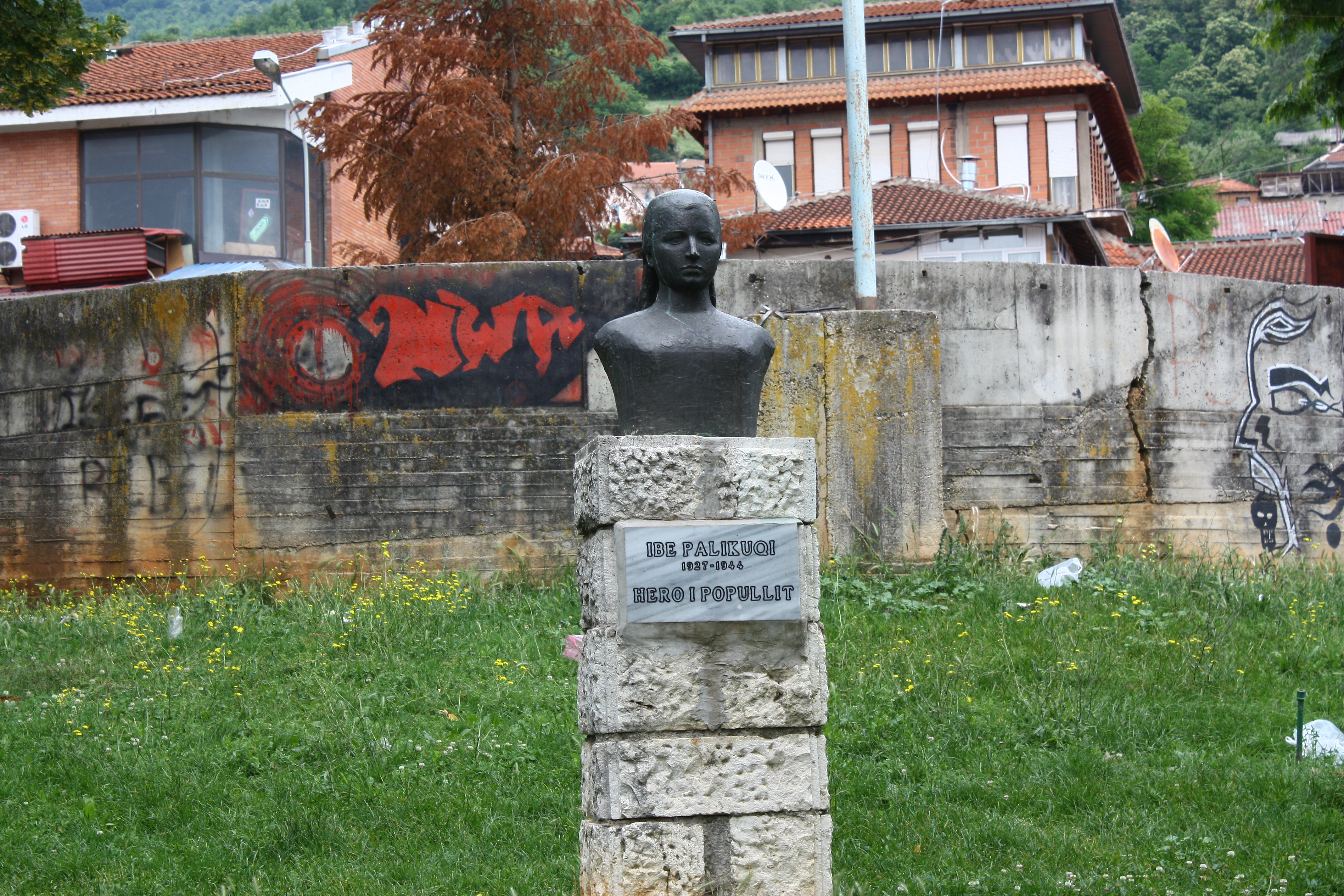
Памятник Ибе Паликуче в Дебаре